# Huosi
Los Huosi fueron un clan nobiliario del más antiguo abolengo o Uradel de Baviera en la Alta Edad Media.

## Origen
Se piensa que los Huosi, como las demás grandes familias nobiliarias de la región, eran descendientes de los reyes o jefes de clanes germánicos menores que se integraron en la nación bávara juntamente con clanes celtas y marcomanos.
Los Huosi están citados en el título III de la Lex Baiuvariorum, la más antigua recopilación (siglo VIII, pero con reminiscencias del siglo VI) de Derecho Público del ducado franco de Baviera, inspirado, como prácticamente todo el derecho germánico de la época, en el Código de Eurico visigodo. El citado título III de la "Ley de los bávaros" establece que los gobernantes de Baviera deben ser elegidos entre los miembros de la Dinastía Agilolfinga, tal y como fueron entronizados por los Merovingios en Reims. Se nombran expresamente como otros clanes nobiliarios gobernantes a los Huosi, los Trozza, los Fagana, los Hahilinga y los Anniona.
La patria ancestral de los Huosi es la región ahora llamada Pfaffenwinkel (el rincón de los curas, por la abundancia de monasterios), situada en la Alta Baviera entre el río Lech, el río Ammer y el río Loisach. Los Huosi son considerados por algunos autores como el clan origen de los Aribónidas.

## Hechos
En el siglo VIII están documentados miembros de la familia de Huosi, como fundadores o cofundadores de numerosos monasterios de la Alta Baviera. Los condes en Antdorf se mostraron muy activos a mediados de ese siglo:
- Monasterio de Benediktbeuern (739/740), patronos (Vogt) fundadores, los condes en Antdorf, los hermanos Waldram, Elilando y Landfrido
- Monasterio de Staffelsee (hacia 740), patrón (Vogt) fundador, el conde en Antdorf, Elilando
- Monasterio de Polling (hacia 750), patronos (Vogt) fundadores, los condes en Antdorf, los hermanos Waldram, Elilando y Landfrido
- Monasterio de Tegernsee (746 o 765)
- Monasterio de Ilmmünster (762)
- Monasterio de Schlehdorf (763/772), patronos (Vogt) fundadores, los condes en Antdorf, los hermanos Waldram, Elilando y Landfrido
- Monasterio de Scharnitz (769/772)

## Miembros destacados
Conocidos miembros importantes del clan de los Huosi fueron:
- Hitto de Frisinga († 835), obispo de Frisinga (811–835)
- Ercamberto de Frisinga († 854), obispo de Frisinga (835–854)

Se sospecha la pertenencia a la familia de los Huosi de los siguientes personajes:
- Atto de Frisinga († 810), obispo de Frisinga (784–810), antiguo abad de Scharnitz y de Schlehdorf
- Luitpoldo de Baviera († 907), margrave de Baviera (889-907), ancestro de la Dinastía Luitpoldinga que gobernó el Ducado de Baviera y la Marca de Carantania